# Acsmithia undulata
Acsmithia undulata là một loài thực vật có hoa trong họ Cunoniaceae. Loài này được (Vieill.) Hoogland mô tả khoa học đầu tiên năm 1979.